# 2MASS J08472872-1532372
2MASS J08472872-1532372 ist ein Ultrakühler Zwerg im Sternbild Hydra. Er gehört der Spektralklasse L1.5 an. Er wurde 2003 von Kelle L. Cruz et al. entdeckt.